# Semnopithecus priam thersites
O Semnopithecus priam thersites é uma das 2 subespécies de Semnopithecus priam. Esta subespécie é nativa do Sri Lanka, ao contrário da outra que é nativa da Índia.

## Estado de conservação
Esta subespécie foi listada como "em perigo", pois houve um declíneo de mais de 50% das suas populações nos últimos 30 anos, devido à perda de habitat e à caça.